# Вузькоколійна залізниця Суджа — Коренєве
Вузькоколійна залізниця Суджа — Коренєве — залізнична гілка протяжністю 38 верст з шириною колії 1000 мм, яка поєднувала залізничну станцію Коренєве Московсько-Києво-Воронезької (станом на 2024 рік — Московської) залізниці із містом Суджа Курської губернії (станом на 2024 рік — Курської області).

## Історія

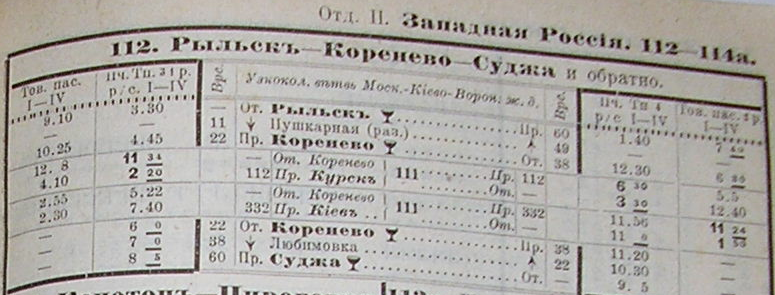
Розклад потягів вузькоколійної залізниці Рильськ — Суджа Московсько-Києво-Воронезької залізниці, літо 1897 року

Вузькоколійну залізницю Суджа — Коренєве було побудовано в листопаді 1893 року. Кінцеву станцію вузькоколійної залізниці спорудили на лівому березі річки Суджа. У квітні 1894 року тут було урочисто відкрите регулярне вантажне і пасажирське сполучення. Вузькоколійкою курсувала пара товаро-пасажирських поїздів Суджа — Коренєве з місцями І-ІІІ класу із проміжною зупинкою по станції Любимівка. Станом на 1897 рік від станції Суджа ходив поштово-товаро-пасажирський поїзд до станції Рильськ із проміжними зупинками по Любимівці, Кореневому, Пушкарній. Дане сполучення в означених обсягах проіснувало аж до подій 1917-1921 років. До спорудження Північно-Донецької залізниці станція Суджа на вузькоколійці Московсько-Києво-Воронезької залізниці вантажила до 500 тис. пудів хлібу на рік. У Любимівці функціонував цукровий завод Сабашнікових.
Поїзд пасажирського сполучення вузькоколійної залізниці курсував у нічний час, і з урахуванням того, що залізниця проходила пересіченою місцевістю, перетинала безліч балок, — вона мала освітлюватися лінійними і бар'єрними сторожами. Але ця вимога виконувалася не завжди. Дерев'яні мости швидко старіли, виникали додаткові обмеження швидкості. Поїзд додатково затримувався на шляху прямування через нештатні зупинки, оскільки машиніст помічав на колії шпали та інші сторонні предмети, залишені явно зловмисниками. Низькі ходові та середні швидкості не сприяли зростанню популярності даного поїзду серед населення, і пасажиропотік в ньому був низьким. Так, коли у квітні 1913 року в нічний час зазнав аварії поштово-пасажирський поїзд Коренєве — Суджа, в ньому було 14 пасажирів і 9 залізничних працівників. Тоді поїзд налетів на коней, які лежали на рейках. Паровоз зійшов із рейок і завалився на бік, в результаті чого загорівся. Зійшли з рейок і поповзли один на одного і вагони; від вогню з паровозної топки загорілися поштовий і багажний вагони. Завдяки злагодженій роботі залізничників (які, до речі, усі постраждали) вдалося врятувати пасажирів і поштову кореспонденцію, однак згоріли паровоз і всі вагони; також було пошкоджено 25 сажнів (понад 50 м) колії. Рух було затримано на цілу добу.

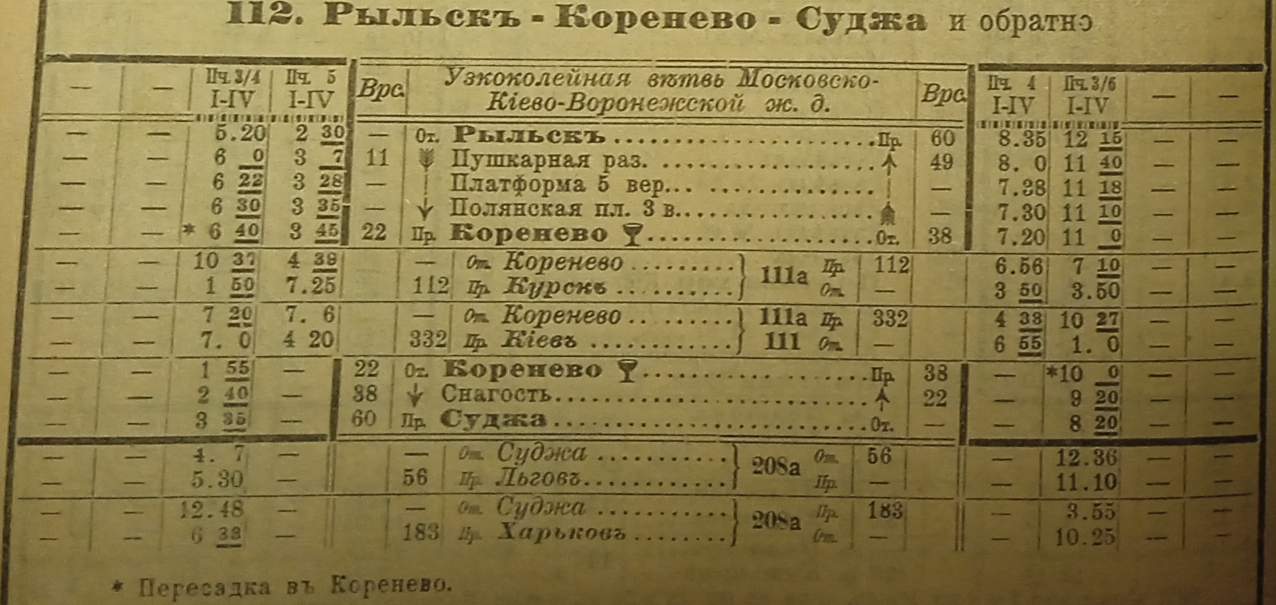
Розклад потягів вузькоколійної залізниці Рильськ — Суджа Московсько-Києво-Воронізької залізниці, зима 1913—1914 років

Після відкриття Північно-Донецької залізниці значення вузькоколійки на Суджу знизилося, хоча до 1917 року приватна Московсько-Києво-Воронезька залізниця намагалася боротися за пасажира із приватною Північно-Донецькою залізницею. В 1913 році в промислових колах обговорювався варіант перешивки вузькоколійки на широку колію, думки з цього приводу розділилися. Однак правління Московсько-Києво-Воронезької залізниці відмовилося модернізувати дільницю й заявило, що комерційного зиску від такої перешивки не буде, а вартість перешивки є сумірною із будівництвом нової гілки.
В 1918 році уздовж вузькоколійної залізниці Суджа — Коренєве проходив кордон між Українською Державою і Російською республікою.
В 1922-1923 роках поїзд Суджа — Коренєве ходив раз на два тижні, а пізніше його скасували. В 1925 році вузькоколійку Суджа — Коренєве закрили за непотрібністю, і почали демонтувати: спочатку розбирали станційні та інші споруди, і все що можна — перевозили на залізницю Ніжин — Чернігів, яку будували в 20-х роках ХХ століття. Демонтаж було завершено у 1928 році. Вузькоколійну залізницю Коренєве — Рильськ в середині 40-х років було перешито на широку колію.
Станом на 2024 рік, пасажирське сполучення від Суджі до Рильська — виключно автобусне.